# جائزة الكرة الذهبية 1974
جائزة الكرة الذهبية 1974، جائزة سنوية تُعطى لأفضل لاعب كرة القدم في العالم من طرف مجلة فرانس فوتبول الفرنسية، كما تقرره لجنة دولية من الصحفيين الرياضيين، وفاز بالجائزة في 1974 اللاعب الهولندي يوهان كرويف لاعب برشلونة.

## الترتيب
| الترتيب | اللاعب         | النادي      | الجنسية         | النقاط |
| ------- | -------------- | ----------- | --------------- | ------ |
| 1       | يوهان كرويف    | برشلونة     | هولندا          | 116    |
| 2       | فرانز بيكنباور | بايرن ميونخ | ألمانيا الغربية | 105    |
| 3       | كازيميرز دينا  | ليغيا وارسو | بولندا          | 35     |